# 白樺2in1スキー場
白樺2in1スキー場（しらかば ついんわん スキーじょう）又はしらかば 2in1スキー場は、長野県北佐久郡立科町にあるスキー場。

## 概要

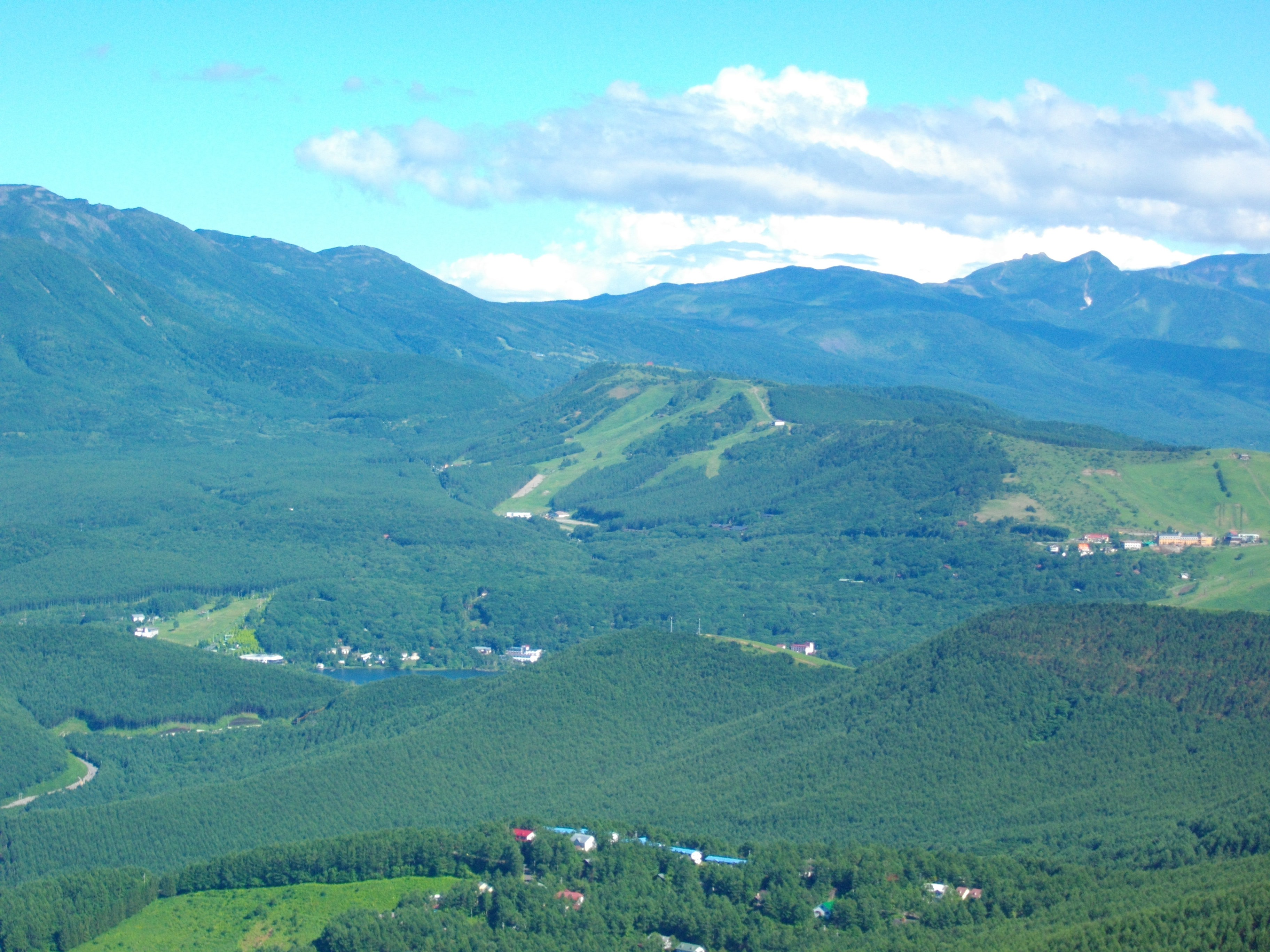
西北西から望む白樺2in1スキー場（中央）

八子ケ峰の北東斜面に面している。初級から上級までのコースを備え、スノーボードは全面滑走可能。ナイター営業は実施していない。
白樺高原国際スキー場とリフト券が共通であるほか相互を行き交うシャトルバスがある。ともにしらかば高原株式会社が運営している。
正面には蓼科山、霧ヶ峰、浅間山などが眺められる眺望の良いスキー場である。山頂からは八ヶ岳連峰、南アルプスも眺められる。写真のとおり上級コースの割合が高い。

## コース
7基のリフトで12のコースが設置されている。標高差が269mと規模の割にはあまりなく、快適なロング滑走は楽しめないが、バリエーションに富んだコースを揃えている。
- ラッツ・ラッツ(Lots Ruts,700m)
- ファンファン(Fun & FUN,950m)
- ラン＆ラーン(Run & Lean,900m)
- ヒルトップ(Hill Top,1,300m)
- パッション(Passion,1,100m)
- キャニオン(Canyon,610m)
- スノートレイル(Snow Trail,650m)
- フリーク(Freek,700m)
- パラダイス(Paradise,800m)
- ピクニック(Picnic,1,800m)
- レイクウッド(Lake Wood,1,300m)
- タイムチャレンジバーン(350m)

池の平スノーパークまで連絡する林間コース（レイクウッド）が設置されている。
　

### リフト
- 南平クワッドリフト
- 南平第１ペア (553m)
- 南平第２ペア(632m)…クワッドリフト完成により廃止
- 南平第３ペア (275m)
- 南平第４ペアA線 (582m)
- 南平第４ペアB線 (420m)
- 南平第５ペア (494m)

## アクセス
- 中央自動車道：諏訪ICから26km
- 上信越自動車道：佐久ICから45km
- 東日本旅客鉄道中央本線：茅野駅（バス）
- 東日本旅客鉄道北陸新幹線：佐久平駅（バス）